# Сеналес
Сеналес (итал. Senales) — коммуна в Италии, располагается в области Трентино-Альто-Адидже, в провинции Больцано.
Население коммуны составляет 1398 человек (2008 г.), плотность населения составляет 7 чел./км². Занимает площадь 211 км². Почтовый индекс — 39020. Телефонный код — 0473.
Покровительницей коммуны почитается святая Анна, празднование 26 июля. В коммуне 15 августа особо празднуется Успение Пресвятой Богородицы.

## Демография
Динамика населения:

## Администрация коммуны
- Официальный сайт: http://www.comune.senales.bz.it